# Supenaam
Supenaam is een havenplaats in de regio Pomeroon-Supenaam van Guyana. Het is gelegen aan de monding van de Supenaamrivier in de Essequibo en bevindt zich ongeveer 31 km ten westen van Georgetown. De veerboot die de oostelijke helft van Guyana met het westen verbindt, vertrekt vanuit Supenaam. In 2012 telde het dorp 1.384 inwoners.

## Geschiedenis
Supenaam is een van de oudste dorpen aan de Essequibo. Tijdens de Nederlandse kolonie Essequebo vertrokken de boten naar Forteiland, waar zich Fort Zeelandia bevond, vanaf Supenaam. Het was een agrarisch gebied en ondersteunde de suikerplantage Aurora en 12 plantages op het riviereiland Wakenaam.
In 1978 werd een speedbootservice naar Parika geopend. De speedboot kon de rivier in 35 minuten oversteken, en stimuleerde de economie van Supenaam. In 1998 werd de kustweg naar Charity aan de Pomeroon verhard. De veerboot naar Parika vertrok oorspronkelijk vanaf Adventure, maar in 2010 werd besloten een nieuwe stelling (haven) te bouwen in Supenaam. De stelling opende in mei, maar een paar dagen later stortte de toerit in onder het gewicht van het verkeer. Er vertrekken ook boten en speedboten voor andere bestemmingen en riviereilanden.

## Overzicht
Supenaam heeft een markt, hotels, maar de middelbare school en kliniek bevinden zich in het naburige Suddie. Het gebied rond de Supenaamrivier wordt voornamelijk gebruikt voor bosbouw en heeft meerdere zagerijen waaronder de ruines van een waterzaagmolen uit de Nederlandse tijd.

## Foto's

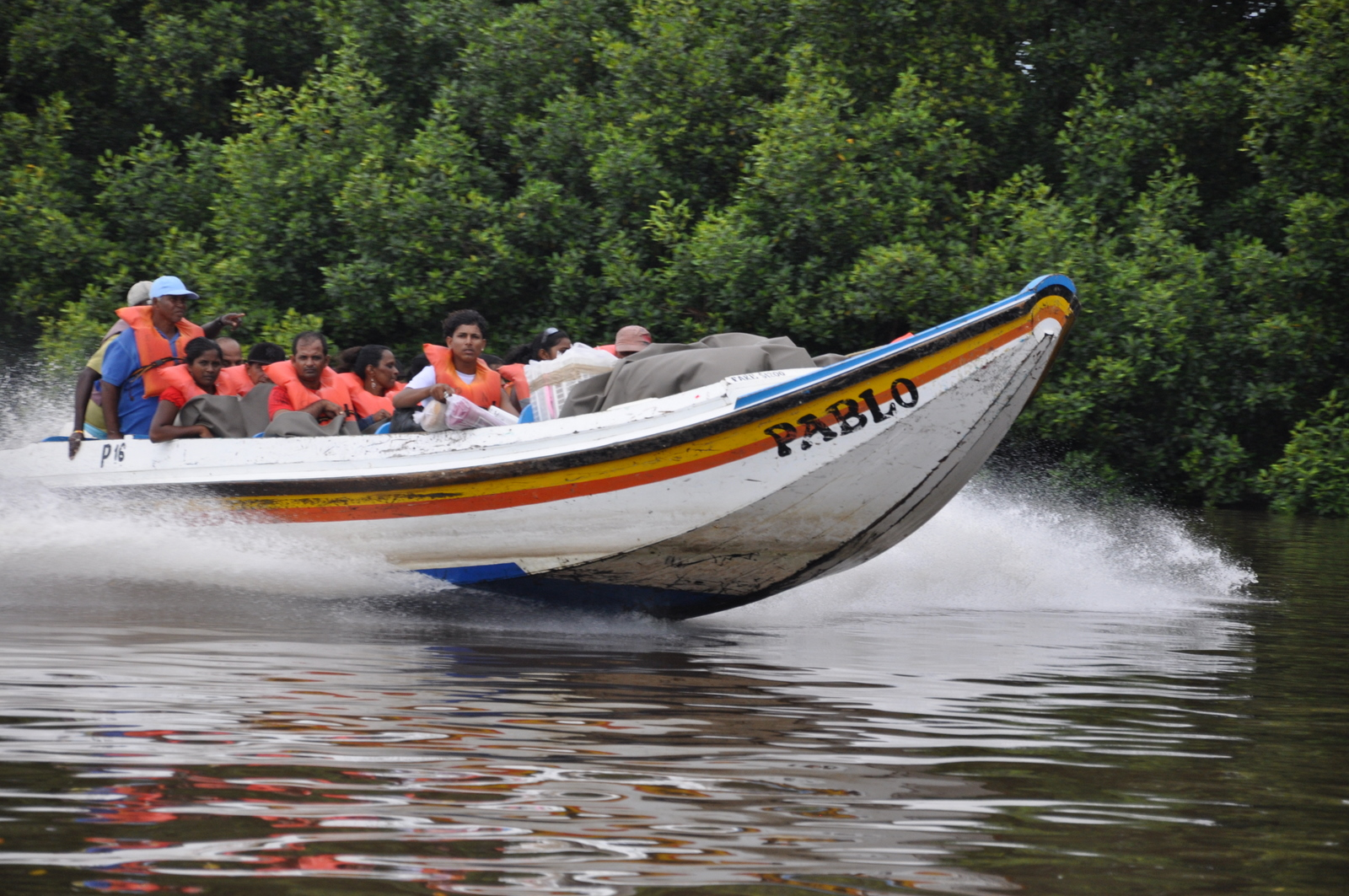
Speedboot onderweg van Parika naar Supenaam
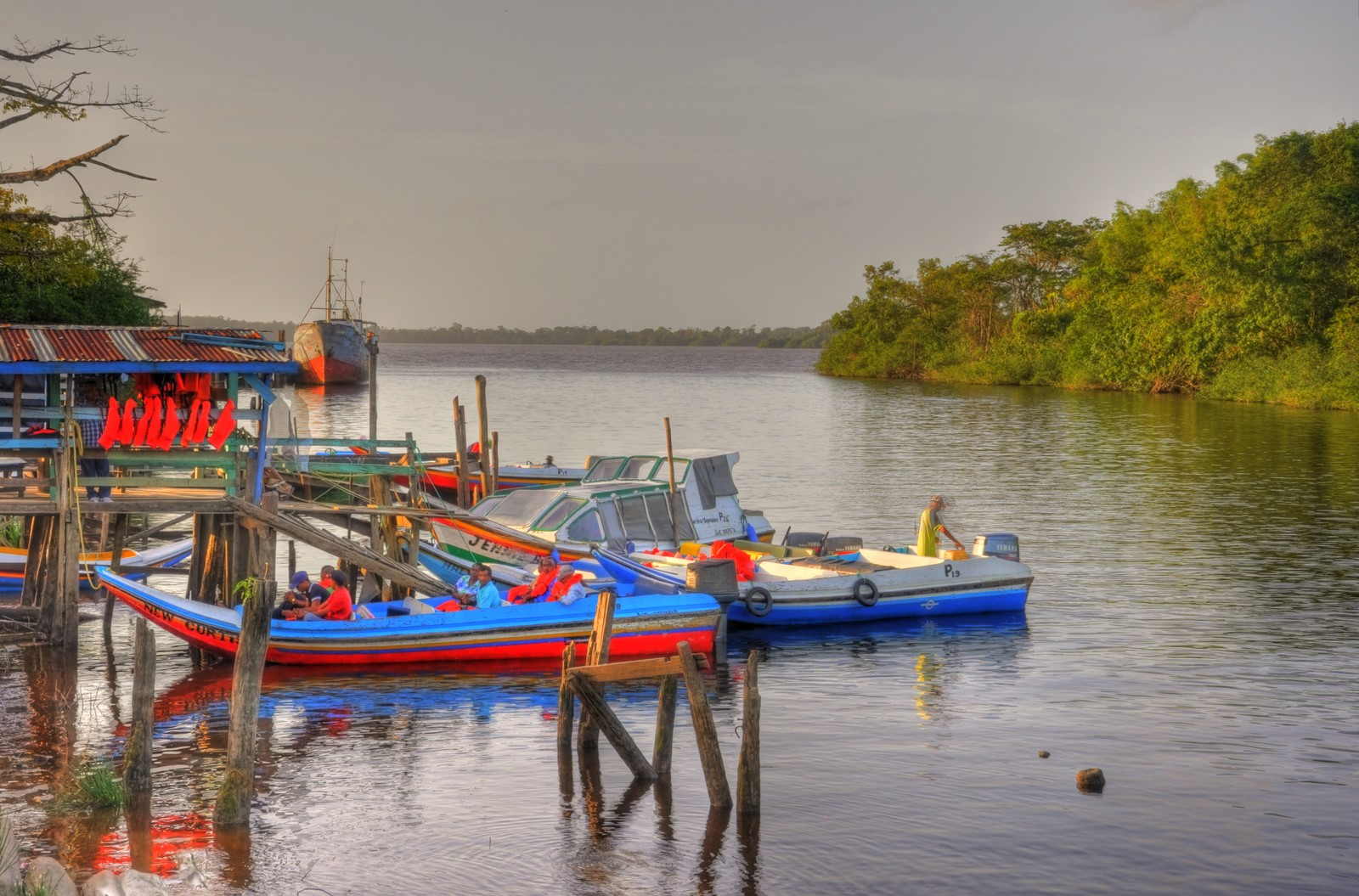
De speedbootstelling

Anna Regina · Charity · Jacklow · Supenaam